# 石森 (いわき市)
石森（いしもり）は、福島県いわき市の町丁である。郵便番号は970-8017。

## 地理
いわき市中央部の平地区に属し、地区内中部に位置する。北からひがしにかけ平四ツ波、南から西にかけで平中塩とそれぞれ隣接する。北にそびえる石森山から続く丘陵地の高台が平南開発により石森ニュータウンとして造成されたのに伴い、旧来の大字より分離新設された。東西に横切る市道石森ニュータウン3号線より南が一丁目、北が二丁目である。内郷御厩町に所在するいわき中央警察署及び平字正内町に所在する平消防署がそれぞれ管轄にあたる。

## 歴史
- 1989年 - 石森ニュータウンの造成に伴い平四ツ波、平中塩から分離され新設される[4]。

## 世帯数と人口
2023年10月31日現在の世帯数と人口は以下の通りである。
| 大字 | 世帯数  | 人口   |
| ---- | ------- | ------ |
| 石森 | 541世帯 | 1378人 |

## 小・中学校の学区
市立小・中学校に通う場合、学区は以下の通りとなる。
| 番地 | 小学校                 | 中学校                 |
| ---- | ---------------------- | ---------------------- |
| 全域 | いわき市立平第二小学校 | いわき市立平第二中学校 |

## 交通

### バス
新常磐交通路線バス
- （いわき駅方面） - 石森南 - 石森中央 - 石森東 - （四ツ波方面）
  - いわき駅～石森～四ツ波

## 施設
- 石森中央公園
- 石森西公園
- 石森東公園